# Eugyndes reinhardi
Eugyndes reinhardi is een hooiwagen uit de familie Gonyleptidae.